# كوي تيكمو
كوي تيكمو (بالإنجليزية: Koei Tecmo) هي شركة يابانية قابضة مطورة وناشرة لألعاب الفيديو ، تكونت من خلال اندماج شركتي تيكمو وكوي في عام 2009.

## من ألعابها
- قبضة نجم الشمال : غضب كين
- آيروبيز سوبرسونيك
- كابتن ماجد 2: المهاجم الهداف
- دينستي ووريورز 6
- بروجكت زيرو (لعبة فيديو)
- بروجكت زيرو 3: ذا تورمنتد
- زيرو: تسوكيهامي نو كامين
- بروجكت زيرو II: كريمسن باترفلاي
- فيست أوف ذا نورث ستار: كينز رايج
- فيست أوف ذا نورث ستار: كينز رايج 2
- بروجكت زيرو II: كريمسن باترفلاي
- مترويد: أثر إيم
- نينجا غايدن 3
- نينجا غايدن
- نينجا غايدن II
- كوانتوم ثيوري

## وصلات خارجية
- الموقع الرسمي